# Matteo Eustachio Gonella
Matteo Eustachio Gonella, italijanski rimskokatoliški duhovnik, škof in kardinal, * 20. september 1811, Torino, † 15. april 1870.

## Življenjepis
18. februarja 1838 je prejel duhovniško posvečenje.
20. maja 1850 je bil imenovan za naslovnega nadškofa sirijske Neocezareje in še istega dne je prejel škofovsko posvečenje. 13. junija istega leta je postal apostolski nuncij v Belgiji in 1. oktobra 1861 v Nemčiji.
22. junija 1866 je bil imenovan za nadškofa (osebni naziv) škofije Viterbe e Tuscanie.
13. marca 1868 je bil povzdignjen v kardinala in imenovan za kardinal-duhovnika Santa Maria sopra Minerva.